# Equació indeterminada
Una equació indeterminada és una equació per a la qual hi ha un conjunt infinit de solucions – per exemple, 2x = y. Les equacions indeterminades no sempre poden ser resoltes directament amb la informació donada. Per exemple, les equacions 
{\displaystyle \ ax+by=c}
{\displaystyle \ x^{2}-Py^{2}=1}
on a, b, c, i P són enters (sempre que P no sigui un nombre quadrat), són equacions indeterminades. Una equació on les variables només poden prendre valors enters se rep el nom d'equació diofàntica (perquè apareixen a l'obra de Diofant, Arithmetica), per la qual cosa els exemples anteriors són d'equacions diofàntiques indeterminades.

## Tipus d'equacions indeterminades
Equació polinòmica univariant:
{\displaystyle a_{n}x^{n}+a_{n-1}x^{n-1}+\dots +a_{2}x^{2}+a_{1}x+a_{0}=0,}
la qual té múltiples solucions per la variable x en el pla complex llevat que pugui ser reescrita en la forma {\displaystyle a_{n}(x-b)^{n}=0}.
Secció cònica no degenerada:
{\displaystyle Ax^{2}+Bxy+Cy^{2}+Dx+Ey+F=0,}
on, com a mínim, un dels paràmetres donats de la funció A, B, i C és no-zero, i x i y són variables reals.
Equació de Pell:
{\displaystyle \ x^{2}-Py^{2}=1,}
on P és un enter donat que no és un nombre quadrat, i en el qual cal que les variables x i y han de ser enters.
Equació de les ternes pitagòriques:
{\displaystyle x^{2}+y^{2}=z^{2},}
en la qual les variables x, y, i z han de ser enters positius.
L'equació de la Conjectura de Fermat–Catalan:
{\displaystyle a^{m}+b^{n}=c^{k},}
en la qual les variables a, b, c cal que siguin are required to be coprimers enters positius i les variables m, n, i k han de ser enters positius, la suma dels seus recíprocs menors d'1.